# Arco visigótico de Panxón
El arco visigótico de Panjón es un arco prerrománico de herradura, que formaba parte de un antiguo templo, construido entre los siglos VI y VII. Está situado en el municipio de Nigrán (parroquia de Panjón, provincia de Pontevedra, Galicia, España).

## Historia
Posteriormente, en el mismo emplazamiento, se construyó otro templo: la antigua iglesia parroquial de San Juan de Panjón. El arco del templo original fue aprovechado como entrada al presbiterio de la nueva iglesia. Durante décadas este arco pasó desapercibido, hasta ser descubierto en el año 1926. Cuando en 1932, la iglesia parroquial de San Juan de Panjón se traslada más arriba, con la construcción del Templo Votivo del Mar, el arco del templo germánico original se dejó en su emplazamiento.
El arco sirvió de inspiración al arquitecto Antonio Palacios, para diseñar el Templo Votivo del Mar. En el interior de las ruinas del antiguo templo se conserva también la tapa de un sarcófago visigótico.
Fue declarado monumento histórico-artístico en 1964.
Es, por tanto, Bien de Interés Cultural, con categoría de Monumento.